# Vespa bicolor
La avispa escudo negro o avispa bicolor (Vespa bicolor), descrita por Johan Christian Fabricius en 1787, es una especie de avispa social.
Esta especie de avispa es una de las más pequeñas del género Vespa (reina 25 mm, machos 19 a 23mm, obreras 15 a 19 mm). Es la más común de Hong Kong, junto con miembros del género Parapolybia. Se distribuye en una amplia gama de ambientes y se puede encontrar cerca de viviendas humanas.
Se ha descubierto que es polinizadora de una orquídea, Dendrobium sinense (sinónimo Dendrobium christyanum), que se encuentra solo en la isla china de Hainan. La avispa caza abejas, con las que alimenta a sus larvas. La orquídea produce una sustancia química que imita a una feromona de las abejas. Esta sirve para atraer a las avispas y así tiene lugar la polinización.